# Hermann Emil Flörke
Hermann Emil Flörke (* 23. Oktober 1893 in Hannover; † 19. August 1979 in Gießen) war ein deutscher Generalleutnant im Zweiten Weltkrieg.

## Leben
Nach dem Ende seiner Schulzeit in Hannover begann Flörke im Mai 1914 eine Ausbildung als Kaufmann in Bremen.

### Erster Weltkrieg
Beim Ausbruch des Ersten Weltkrieges meldete er sich als Freiwilliger und wurde in das 1. Ersatz-Bataillon des 1. Hannoverschen Infanterie-Regiments Nr. 74 aufgenommen. Am 7. Oktober 1914 wurde er zum Fahnenjunker und am 4. Dezember 1914 zum Unteroffizier befördert. Sein Kriegseinsatz begann am 28. Juli 1915 an der Deutsch-Russischen Front, wo er im Rahmen der deutschen Bug-Offensive an der Durchbruchsschlacht bei Biskupice beteiligt war. Anfang Oktober wurde sein Regiment an die Westfront nach Frankreich verlegt. Dort nahm Flörke an Abwehrkämpfen in der Champagne teil und am 22. November 1915 zum Leutnant befördert. Im Sommer und Herbst 1916 war Flörke zusammen mit seinem Regiment bei Kowel an der Abwehr der Brussilow-Offensive beteiligt. Ab 1917 wurde Flörke wieder in Frankreich eingesetzt, am 27. August 1917 mit dem Eisernen Kreuz I. Klasse ausgezeichnet und nahm im Frühjahr 1918 an der deutschen Frühjahrsoffensive teil. Er wurde bei den Kämpfen insgesamt zweimal verwundet, erhielt das Verwundetenabzeichen in Schwarz sowie das Ritterkreuz des Königlichen Hausordens von Hohenzollern mit Schwertern.

### Weimarer Republik
Nach dem Waffenstillstand von Compiègne blieb Flörke Soldat und wurde am 1. Oktober 1919 in die Vorläufige Reichswehr übernommen. Im Verlauf der Jahre 1919/20 war er im Reichswehr-Schützen-Regiment 7, bis er am 1. Oktober 1920 als Nachrichtenoffizier in das 12. Infanterie-Regiment versetzt wurde. In dieser Zeit war Flörke an der Niederschlagung von Unruhen in Rheinland-Westfalen, in Quedlinburg, Stassfurt und Güsten beteiligt. Vom 28. März 1921 bis zum 18. April 1921 folgte erneut ein Einsatz gegen paramilitärische Gruppen in Mitteldeutschland. In den weiteren Jahren der Weimarer Republik verlief die Laufbahn Flörkes normal und ohne besondere Vorkommnisse. Politisch engagierte sich Flörke in dieser Zeit nicht. Vom 21. September 1922 bis zum 8. August 1923 besuchte er die Infanterieschule I. Am 1. Oktober 1923 wurde er Adjutant des II. Bataillons im 12. Infanterie-Regiment in Quedlinburg und als solcher am 23. November 1923 zum Oberleutnant befördert. Am 1. Oktober 1927 folgte seine Kommandierung zur Führergehilfenausbildung in den Stab der 5. Division. Am 1. November 1928 wurde er zum Hauptmann befördert. Auf dem Dienstposten des Regimentsadjutanten des 12. Infanterie-Regiments erlebte Flörke die Machtergreifung durch die Nationalsozialisten.

### Zeit des Nationalsozialismus
Auch nach der Machtübernahme Hitlers verlief die Militärkarriere Flörkes zunächst in normaler Form. Mit Rangdienstalter vom 1. Januar 1935 wurde er am 1. April 1935 zum Major befördert und mit diesem Datum zur Inspektion der Kriegsschulen in das Reichswehrministerium versetzt. In dieser Funktion erhielt Flörke am 1. November 1938 seine Beförderung zum Oberstleutnant. Am 1. März 1939 kehrte er mit der Ernennung zum Kommandeur des I. Bataillons im Infanterie-Regiment 53 in den Truppendienst zurück.
Mit diesem Bataillon nahm Flörke am Überfall auf Polen teil. Am 6. Februar 1940 übernahm er das Kommando über das Infanterie-Regiment 53. Nach der Teilnahme am Westfeldzug erhielt Flörke am 1. November 1940 die Beförderung zum Oberst. Am 7. März 1941 wurde er in die Führerreserve des Oberkommandos des Heeres versetzt und erhielt gleichzeitig eine Kommandierung zum Stab der 7. Armee, wo er als Leiter der Kompanieführerschule in Tours tätig war.
Am 20. Januar 1942 wurde Flörke Kommandeur des Infanterie-Regiments 12 bei der 31. Infanterie-Division, die sich zu diesem Zeitpunkt als Teil der Heeresgruppe Mitte während des Deutsch-Sowjetischen Krieges in der Sowjetunion befand. Flörke kommandierte das Regiment im Frühjahr 1942 während der schweren Abwehrkämpfe bei Juchnow. (→Schlacht um Moskau) Im August 1942 verlegte die 31. Infanterie-Division an den Fluss Worja, wo sie gleichfalls in Stellungskämpfe verwickelt war. Am 23. Oktober 1942 erhielt Flörke für die Führung des Infanterie-Regiments 12 das Deutsche Kreuz in Gold.
Am 30. Dezember 1942 wurde Flörke wieder in die Führerreserve versetzt. Vom 21. Februar 1943 bis zum 20. März besuchte er den 2. Divisionsführerlehrgang. Am 1. April beauftragte man ihn mit der Führung der 31. Infanterie-Division, die er am 15. Mai 1943 abgab, um am 8. Juni 1943 das Kommando über die 14. Infanterie-Division dauerhaft zu übernehmen. Am 1. Juni 1943 wurde Flörke zum Generalmajor befördert. Im Sommer 1943 befehligte Flörke den Rückzug der 14. Infanterie-Division über die Desna bis nach Roslawl und war für die Umgliederung der Division in eine Panzergrenadier-Division verantwortlich. Im Herbst 1943 folgten weitere Rückzugsoperationen bis östlich der weißrussischen Stadt Witebsk. Am 8. November konnte die 14. Panzergrenadier-Division hier einen sowjetischen Angriff abwehren. Für seine Führungsleistung während der Kämpfe wurde Flörke am 19. November 1943 im Wehrmachtbericht erwähnt und am 15. Dezember mit dem Ritterkreuz des Eisernen Kreuzes ausgezeichnet. Am 1. Dezember 1943 erfolgte die Beförderung Flörkes zum Generalleutnant.
Die 14. Panzergrenadier-Division wurde im Frühjahr 1944 als Reserve der 4. Armee verwendet. Flörke bemühte sich in dieser Zeit um den Aufbau einer Ausbildungsstätte für weißrussische Freiwillige. Nach dem Beginn der sowjetischen Großoffensive Operation Bagration wurde die Division bei Boguschewsk von der 5. Garde-Panzer-Armee nach Süden abgedrängt und im Zuge der Absetzbewegungen der 4. Armee bis zum 1. Juli 1944 zerschlagen. Flörke gelang es, um Teile seiner Division eine Kampfgruppe zu bilden, die an der Abwehr sowjetischer Angriffe westlich von Minsk beteiligt war. Durch die Zuführung weiterer Einheiten fügte Flörke die Division in Frontnähe bis Ende Juli 1944 wieder zu einer funktionierenden Einheit zusammen. Für diese Leistung wurde Flörke am 2. September 1944 mit dem Eichenlaub zum Ritterkreuz des Eisernen Kreuzes (565. Verleihung) ausgezeichnet.
Am 15. Dezember 1944 wurde Flörke wieder in die Führerreserve versetzt, um vom 5. Januar 1945 bis zum 1. Februar 1945 am Lehrgang für Kommandierende Generale teilzunehmen. Am 18. Februar 1945 beauftragte man Flörke mit der Führung des LXVI. Armeekorps, das wenig später im Ruhrkessel eingeschlossen wurde. Am 21. April 1945 geriet Flörke in US-amerikanische Kriegsgefangenschaft.

### Nachkriegszeit
Am 1. Juni 1947 wurde Flörke aus der Gefangenschaft entlassen. Ab 1950 war er in Dienststellen der US-Army in Gießen, Mannheim und Heidelberg tätig. Unter anderem erhielt er ein Kommando über ein Labour-Service-Bataillon. Aufgrund seiner militärischen Erfahrung nahm Flörke an Beratungen des US-Army-Hauptquartiers in Heidelberg teil. Er war Mitglied im Verband deutscher Soldaten (VdS) und Leiter der Gesellschaft für Wehrkunde.
In Anerkennung seiner Verdienste um die Deutsch-US-amerikanische Verständigung erhielt Flörke am 10. März 1967 das Große Verdienstkreuz des Verdienstordens der Bundesrepublik Deutschland.